# Cañón submarino

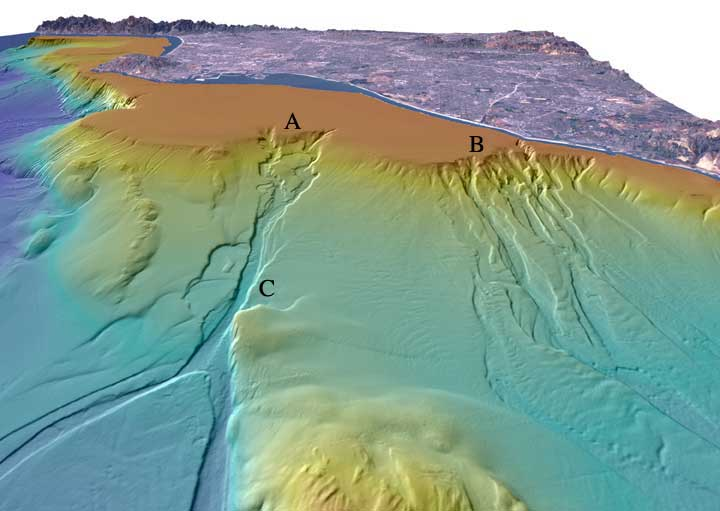
Imagen en perspectiva a color de la costa de San Gabriel y de Los Ángeles en el estado de California, Estados Unidos. Se muestran los cañones submarinos de San Gabriel (A) y Newport (B), este último formado por varios brazos que se abren cerca de la ciudad de Los Ángeles. La anchura del cañón de San Gabriel es de 815 m en el punto señalado con una C, donde la profundidad relativa del cañón es de unos 25 m. La exageración vertical del diagrama es de seis veces.

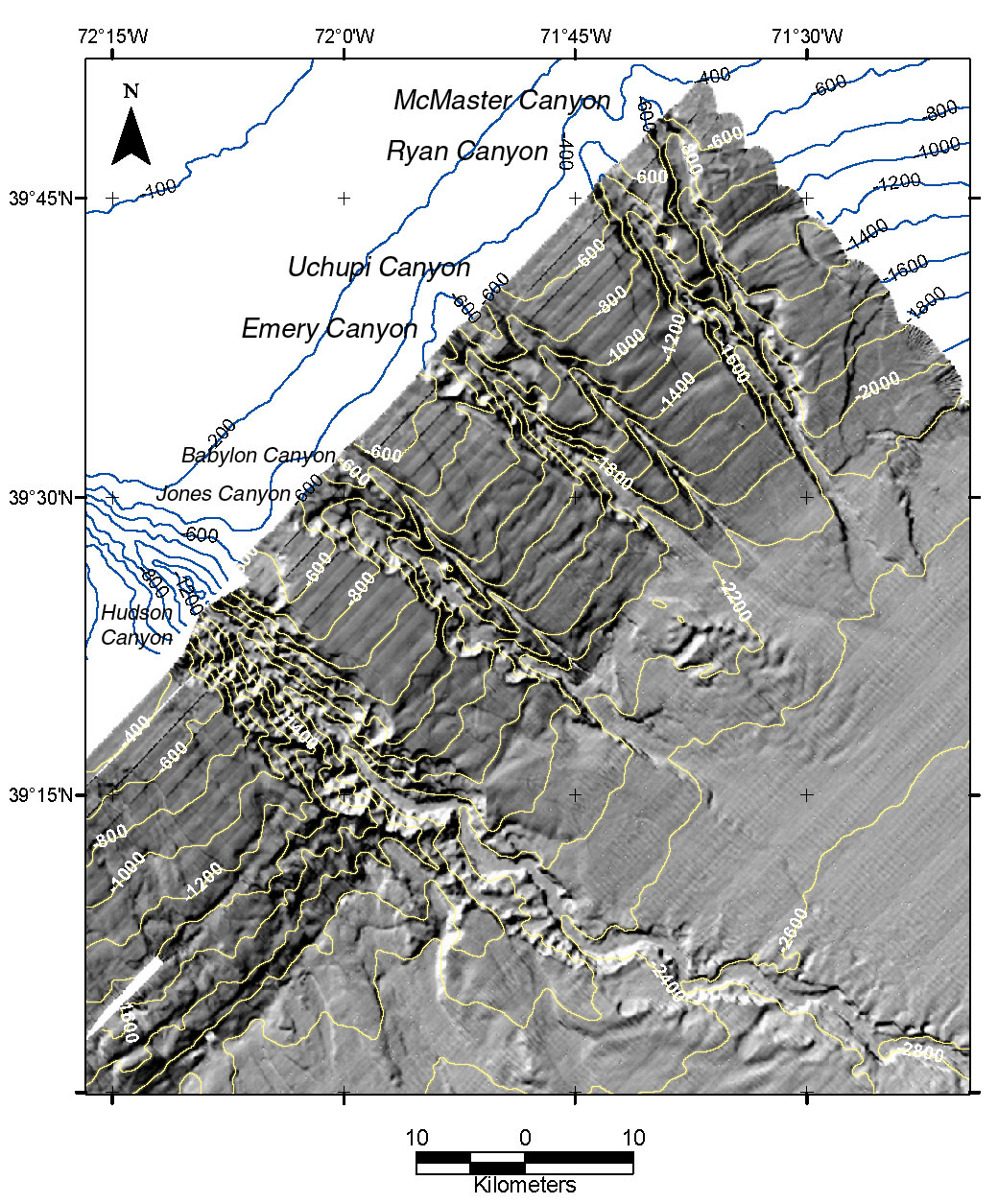
Mapa batimétrico sombreado del talud continental en la plataforma continental de la costa nororiental de los Estados Unidos, con el cañón submarino del río Hudson a la izquierda.

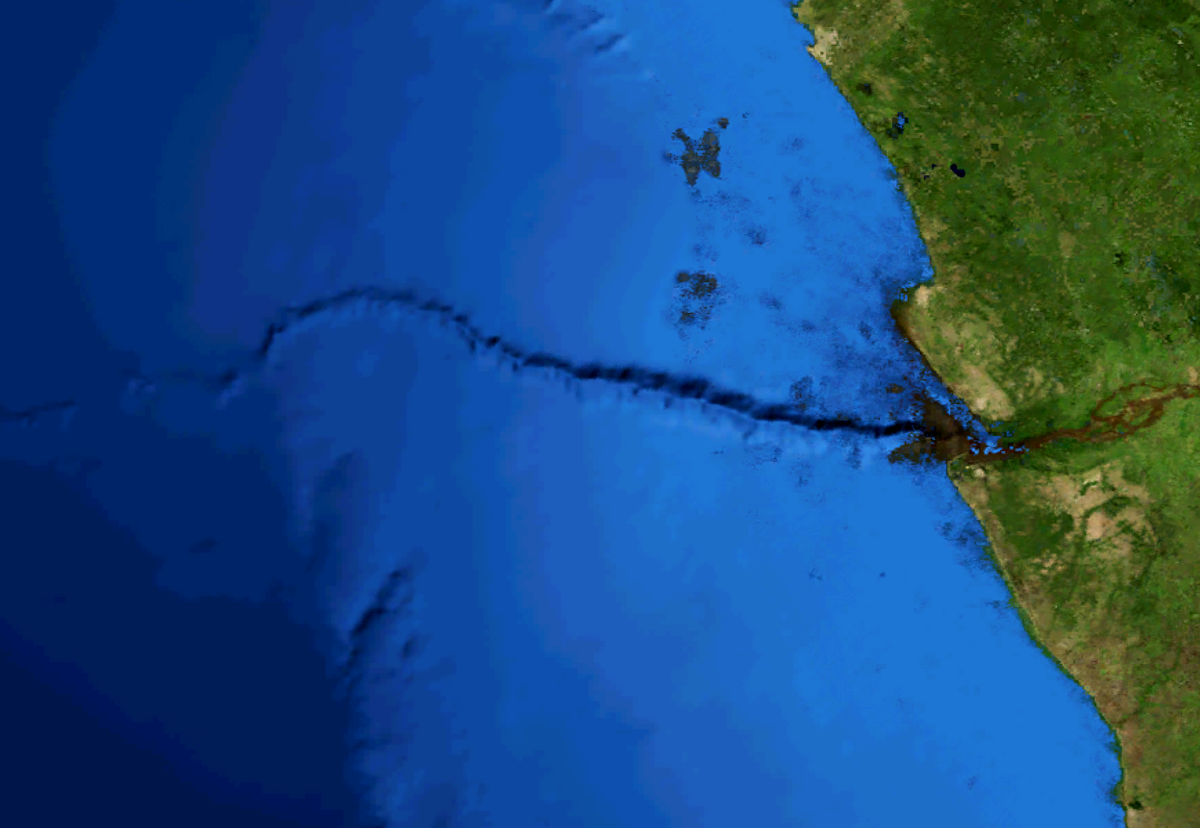
Cañón submarino del río Congo

Un cañón submarino es un valle de laderas inclinadas ubicado en el talud continental y cuya formación está a menudo relacionada con un río actual o antiguo en el continente colindante, como si se tratara de una prolongación de ese río precursor. En la mayoría de los casos la plataforma continental cubre una parte de dicho cañón, sobre todo cuando dicha plataforma es bastante extensa y con una pendiente escasa, tal como se ve en el caso de los cañones submarinos al oeste de Los Ángeles. En otras ocasiones, el cañón submarino también corta a la plataforma continental, por lo que llega prácticamente a la desembocadura del río que le dio origen, como es el caso del río Hudson visible en el mapa batimétrico y en el caso del río Congo en el oeste de África. La formación de los cañones submarinos es un proceso geológico que requiere una enorme cantidad de tiempo y que pone de manifiesto la eterna oposición entre los movimientos constructores y destructores del relieve terrestre.

## Concepto
F. J. Monkhouse define cañón submarino como:

Cavidad de laderas empinadas que hiende el fondo del mar a través de la plataforma continental, a veces prolongada mar adentro a través del talud continental, y otras veces limitada al reborde de dicha plataforma, con lo que forma una profunda garganta abierta en el talud. El origen de estas formas del relieve es incierto. Se atribuyen a la erosión fluvial sub-aérea, dado un nivel del mar mucho más bajo que el actual; a la acción de barrido de la marea; a la actividad de las corrientes de turbidez; a la socavación efectuada por corrientes nacidas de manantiales  emergidos en el fondo del mar. Ejemplos: la Fosse de Cap Breton, en el Golfo de Vizcaya; los cañones situados frente a la desembocadura del río Congo o frente al río Hudson, etc
 F. J. Monkhouse

.
También Arthur Newell Strahler explica que el talud continental se ve cortado por extraños cañones submarinos cuyo origen ha sido fuertemente debatido (Strahler, p. 289).
A pesar de que en estas citas se indica que el origen de esta forma del relieve es incierto, en la actualidad se ha avanzado mucho en el conocimiento de la geología histórica de nuestro planeta, y hemos de tener en cuenta que la segunda edición de la obra de Strahler es de 1960, mientras que la primera edición del Diccionario de Monkhouse, tanto en inglés como en español, es de 1978, lo cual indica cierta obsolescencia, dado el rápido desarrollo científico y tecnológico de las últimas décadas.

## Historia
A punto de comenzar el siglo XX, William Morris Davis desarrolló una teoría de la creación y destrucción del paisaje, a la cual llamó "ciclo geográfico". Dicha teoría explicaba que las montañas y demás accidentes geográficos están modelados por la influencia de una serie de factores que se manifiestan en el ciclo geográfico. El ciclo comienza con el levantamiento del relieve por procesos geológicos (fallas, vulcanismo, levantamiento tectónico, etc.). Los ríos y el escurrimiento superficial comienzan a crear los valles de forma de V entre las montañas (la etapa llamada "juventud"). Durante esta primera etapa, el relieve es más escarpado y más irregular. En un cierto plazo, las corrientes pueden tallar valles más anchos ("madurez") y después comenzar a serpentear, sobresaliendo solamente suaves colinas ("senectud"). Este llano fue llamado por Davis "peniplanicie" que significa, precisamente, "casi un llano" (dado que un llano es realmente una superficie totalmente plana), mientras que la llanura cerca del mar constituye un llano en la elevación más baja posible (llamado el "nivel de base" que es el propio nivel del mar) cuando la erosión ya no puede actuar al haber llegado al nivel de base y predomina la sedimentación que va nivelando todas las irregularidades de la llanura. Entonces, puede ocurrir el "rejuvenecimiento" con otro levantamiento general del relieve y el ciclo continúa: el nuevo drenaje fluvial puede coincidir (Río San Gabriel, en el diagrama de la costa de Los Ángeles), o no (en los cañones de New Port, en el mismo diagrama), con el cañón submarino. 
Desde la Segunda Guerra Mundial, con el desarrollo del sonar y otros descubrimientos científicos se ha venido conociendo cada vez con mayor precisión el relieve submarino en el que se han llegado a conocer irregularidades (cañones submarinos, volcanes submarinos, puntos calientes, guyots, cordilleras submarinas, etc.) que nos demuestran fehacientemente, que los movimientos orogénicos y epirogenéticos de nuestro planeta son mucho más numerosos y amplios de lo que se suponía.
Sin embargo, fue la declaración del Año Geofísico Internacional (1957) lo que aceleró el estudio del fondo submarino: la propia teoría de la tectónica de placas se basó en los tipos de relieve submarino como las dorsales submarinas, ubicadas en las zonas de divergencia de dichas placas (que también existen en el interior de los continentes, como el Gran Valle del Rift en África y Asia) y en el progresivo aumento de la edad geológica de los relieves a medida que aumenta la distancia a ambos lados de dichas dorsales.

## Ejemplos
- Cañón de Nazaré, Portugal
- Cañón del Congo, el cañón submarino más largo del mundo, con unos 800 km de longitud y 1200 m de profundidad, extendiéndose a partir de la desembocadura del río Congo
- Cañón de Avilés, en España, el cañón submarino más profundo del mundo, alcanzando los 4750 m.
- Cañón del Amazonas
- Cañón del Hudson
- Cañón del Ganges
- Cañón del Indo
- Monterey Canyon, frente a la costa central de California
- Cañón de La Jolla y el Scripps Canyon, frente a La Jolla, en la California Meridional
- Los cañones de Baltimore y Wilmington, en la costa oriental de los estados de Maryland y Delaware ([3]).
- Cañón Whittard, al suroeste de Irlanda
- Cañón de Bering, en el mar de Bering
- Zhemchug Canyon, el cañón submarino más grande del mundo, también en el mar de Bering.
- Cañón de Kaikoura, que se extiende mar adentro de la península de Kaikoura, Nueva Zelanda.
- Alicante Canyon (37°59′0″ N 60° 60' 00" E; Mar Mediterráneo)